# Usza Kozłowska II
Usza Kozłowska II – dawny folwark na Białorusi, w obwodzie mińskim, w rejonie mołodeckim, w sielsowiecie Olechnowicze.

## Historia
W czasach zaborów folwark w gminie Krasnesioło, w powiecie wilejskim, w guberni wileńskiej Imperium Rosyjskiego. W 1865 roku liczył 11 mieszkańców w 1 domu, własność Klemontowiczów.
W latach 1921–1945 wieś leżała w Polsce, w województwie wileńskim, w powiecie wilejskim, od 1927 roku w powiecie mołodeczańskim, w gminie Kraśne.
Według Powszechnego Spisu Ludności z 1921 roku zamieszkiwało tu 9 osób, wszystkie były wyznania prawosławnego i zadeklarowały białoruską przynależność narodową. Był tu 1 budynek mieszkalny. W 1931 w 1 domu zamieszkiwało 8 osób.
Wierni należeli do parafii rzymskokatolickiej w Kraśnem i prawosławnej w Uszy. Miejscowość podlegała pod Sąd Grodzki w Kraśnem i Okręgowy w Wilnie; właściwy urząd pocztowy mieścił się w Kraśnem.
W wyniku napaści ZSRR na Polskę we wrześniu 1939 miejscowość znalazła się pod okupacją sowiecką. 2 listopada została włączona do Białoruskiej SRR. Od czerwca 1941 roku pod okupacją niemiecką. W 1944 miejscowość została ponownie zajęta przez wojska sowieckie i włączona do Białoruskiej SRR.